# Jonny Lee Miller
Jonny Lee Miller, właściwie Jonathan Lee Miller (ur. 15 listopada 1972 w Kingston upon Thames) – brytyjski aktor i producent filmowy.

## Życiorys

### Wczesne lata
Urodził się w Kingston upon Thames jako syn Anne Lee, producentki i menedżerki teatralnej BBC, oraz Alana Millera, aktora teatralnego i kierownikiem planu w BBC. Jego pradziadek ze strony matki – Edmund James Lee – występował w musicalach, a dziadek – Bernard Lee – zagrał postać M w jedenastu filmach o Jamesie Bondzie.

### Kariera
Mając 11 lat, pojawił się w miniserialu BBC Television Centre Mansfield Park (1983) i serialu Jemima Shore Investigates (1983). Uczęszczał do Tiffin Boys’ School w Kingston. Jednocześnie uczęszczał na zajęcia aktorskie do National Youth Music Theatre, występował w szkolnych przedstawieniach i grał w zespole Tiffin Swing Band. W wieku 17 lat opuścił szkołę z mocnym postanowieniem rozpoczęcia kariery aktorskiej.
Po występie w jednym z odcinków serialu 4 Play – pt. Itch (1989), zagrał gościnnie w popularnym sitcomie brytyjskim Co ludzie powiedzą? (Keeping Up Appearances, 1990) jako narzeczony Róży. W 1993 zadebiutował na londyńskiej scenie Bush Theatre w spektaklu Wspaniała rzecz (Beautiful Thing) w roli Ste, chłopaka z sąsiedztwa, który musi ukrywać się przed sadystycznym ojcem.
Na dużym ekranie zagrał po raz pierwszy postać młodego hakera w dreszczowcu Hakerzy (Hackers, 1995) u boku Angeliny Jolie i Matthew Lillarda. Zwrócił na siebie uwagę kreacją Sick Boya w dramacie Trainspotting (1996) z Ewanem McGregorem i Robertem Carlyle. Rola młodego małżonka romansującego ze starszą kobietą w melodramacie Miłość po zmierzchu (Afterglow, 1997) otrzymał nagrodę jury na festiwalu filmowym w Fort Lauderdale na Florydzie. Kandydował do roli księcia Henry’ego w komedii romantycznej Długo i szczęśliwie (1998).
Jako szkocki kolarz amator Graeme Obree w dramacie biograficznym Skrzydlaty Szkot (The Flying Scotsman, 2006) zdobył nominację do Nagrody Brytyjskiej Akademii Filmowej. Tytułowa rola w serialu ABC Eli Stone (2008–2009) przyniosła mu nominację do Nagrody Satelity. Za postać Jordana Chase’a, bardzo inteligentnego i dobrze znanego autora, mówcy motywacyjnego i głównego antagonisty piątego sezonu serialu Dexter (2010) był nominowany do Nagrody Gildii Aktorów Ekranowych. W 2012 został uhonorowany Laurence Olivier Award jako Wiktor Frankenstein/stwór Frankensteina w spektaklu Frankenstein wystawionym w Royal National Theatre. Występował jako współczesna wersja Sherlocka Holmesa w serialu kryminalnym CBS Elementary (2012–2019), za którą był nominowany do Nagrody Satelity (2012) i Teen Choice Awards (2012).

## Życie prywatne
28 marca 1996 ożenił się z amerykańską aktorką Angeliną Jolie, którą poznał rok wcześniej na planie filmu Hakerzy. Po 18 miesiącach małżeństwa doszło do separacji, a 3 lutego 1999 do rozwodu. Spotykał się także z Natalie Appleton z zespołu All Saints (1999–2000), Jennifer Esposito (2000), Lisą Faulkner (2001–2002) i modelką Kate Moss (2004). W 2006 związał się z aktorką i modelką Michele Hicks, którą poślubił w lipcu 2008 w Malibu w stanie Kalifornia. Mają syna Bustera Timothy’ego (ur. 2008). W kwietniu 2018 rozwiódł się.

## Filmografia

### Filmy fabularne
- 1992: Dead Romantic jako Paul
- 1992: Żegnaj okrutny świecie (Goodbye Cruel World) jako Mark
- 1993: Główny podejrzany (Prime Suspect 3, TV) jako Anthony Field
- 1994: Meat jako Charlie Dyce
- 1995: Hakerzy (Hackers) jako Dade Murphy
- 1996: Szlak trupów (Dead Man’s Walk) jako Woodrow F. Call
- 1996: Trainspotting jako Simon David ‘Sick Boy’ Williamson
- 1997: Miłość po zmierzchu (Afterglow) jako Jeffrey Byron
- 1997: Sanatorium poetów (Regeneration) jako Billy Prior
- 1999: Plunkett i Macleane (Plunkett & Macleane) jako Macleane
- 1999: Mansfield Park jako Edmund Bertram
- 2000: Drakula 2000 (Dracula 2000) jako Simon
- 2000: Miłość, szacunek i posłuszeństwo (Love, Honour and Obey) jako Jonny
- 2000: Współudział (Complicity) jako Cameron Colley
- 2002: Eskapista (The Escapist) jako Denis
- 2003: Byron jako Lord Byron
- 2004: Łowcy umysłów (Mindhunters) jako Lucas Halpern
- 2004: Melinda i Melinda (Melinda and Melinda) jako Lee
- 2005: Aeon Flux jako Oren Goodchild
- 2006: Skrzydlaty Szkot (The Flying Scotsman) jako Graeme Obree
- 2009: Ostatnia partia (Endgame) jako Michael Young
- 2012: Mroczne cienie (Dark Shadows) jako Roger Collins
- 2012: Byzantium jako Ruthven
- 2017: T2 Trainspotting jako Sick Boy

### Seriale TV
- 1982: Doktor Who jako Kinda child
- 1983: Mansfield Park jako Charles Proce
- 1985: EastEnders jako Jonathan Hewitt
- 1989: 4 Play jako Dennis Turnbull
- 1990: Co ludzie powiedzą? (Keeping Up Appearances) jako Youth
- 1991: Na sygnale (Casualty) jako Matt
- 2003: The Canterbury Tales jako Arty
- 2006–2007: Smith jako Tom
- 2008–2009: Eli Stone jako Eli Stone
- 2009: Emma jako George Knightley
- 2010: Dexter jako Jordan Chase
- 2012: Elementary jako Sherlock Holmes